# 米哈伊尔·吉洪拉沃夫
米哈伊尔·克拉夫基耶维奇·吉洪拉沃夫（俄语：Михаил Клавдиевич Тихонравов，1900年7月29日—1974年3月3日），苏联宇航科学家，曾經擔任喷气推进研究小组组长、喷气技术研究室主任、国际星际航行研究院通讯院士。早年研制滑翔机，於1930年代开始转入火箭研究，於1950年代成为苏联太空计划的主要参与者之一。

## 早年
吉洪拉沃夫于1900年7月29日生于俄国弗拉基米尔，10岁即接触航空书籍，1919年加入红军，1925年毕业于茹科夫斯基空军工程学院。期间研究过鸟类和昆虫的飞行，于1922年发表了《关于一些鸟类的统计和空气动力学数据》一文。1926年他开始研制滑翔机，1927年结识科罗廖夫等人，他们创立了喷气推进研究小组。吉洪拉沃夫认为，航空业的未来发展是没有界限的。

## 火箭研究
1933年8月17日，吉洪拉沃夫设计的首枚液体火箭在莫斯科郊外试验成功。这枚火箭发射高度达400米，飞行时间18秒。之后他就成为了喷气推进研究小组液体推进剂的负责人。1934年拜访了齐奥尔科夫斯基，并作了《使用火箭飞行装置研究同温层》的报告，倡议用火箭让人类实现到同温层乃至太空的旅行。1935年出版一部倡议太空旅行的书，之后沉寂了一段时间。他没有卷入大清洗，而是从事业余绘画和动物研究。1944年为列别德研究所设计火箭，2年后又转向导弹研制。苏德战争中，他领导的小组证明即使用最好的推进器也只能达到7千米/秒的速度，要达到第一宇宙速度必须采用多级火箭。
1940年代末，吉洪拉沃夫设计了VR-190亚轨道火箭，可以运送两名宇航员在200千米的高度内上升下降。1948年与科罗廖夫重逢，二人的合作得以继续。当年6月他报告了自己的成果，结果被一些科学家嘲笑为“幻想”。1950年3月，他又作了《在现代技术条件下借助多级火箭达到第一宇宙速度和制造人造地球卫星的可能性》的报告，完成了对用火箭将卫星送上轨道的论证。由于没有专心国防，他被降职、流放，所幸受到科罗廖夫的保护才没有入狱。

## 太空计划
斯大林死后，吉洪拉沃夫得以复职。他的“卫星”小组于1953年并入了科罗廖夫领导的设计局。1954年5月25日，他发表了《关于人造地球卫星的报告》，探讨了将1500千克的飞船送上月球并使其安全返回地球的方法。1956年4月又在苏联科学院的会议上重申了登月的思想。后来吉洪拉沃夫成为“空间计划与发展部”副主席，监督星际航行研究院实施“征服宇宙”计划。
吉洪拉沃夫最大的贡献是参与设计第一颗人造卫星斯普特尼克1号。他提议，卫星的最佳质量为30千克，并设计了卫星的本体和星上设备。这颗卫星最后是一颗83.6千克的密闭球体，星上有仪器和电源，外部有杆状天线4根。卫星于1957年10月4日发射成功，1958年1月4日坠入大气层。
1974年3月4日，吉洪拉沃夫于莫斯科逝世。

## 紀念
火星上的吉洪拉沃夫撞擊坑。

## 外部連結
- Detailed Biography by Anatoly Zak
- Sputnik Biographies--Mikhail K. Tikhonravov (1901-1974) （页面存档备份，存于）, NASA